# Athlon II
Athlon II is een serie microprocessoren van AMD die een goedkoper alternatief voor de Phenom II vormt. Net als de Phenom II maakt de Athlon II gebruik van de 10h-microarchitectuur. Het enige verschil is dat de Athlon II-processoren geen level3-cache hebben terwijl de Phenom II-processoren een level3-cache van 6 megabyte hebben.
De Athlon II is beschikbaar met twee, drie of vier cores. De variant met drie cores is dezelfde als die met vier cores, alleen is één core uitgezet.

## Varianten
Regor (2X 2xxx)
2 cores, L2 cache: 1024 kB per core
Rana (3X 4xxx)
3 cores (4 cores in de processor waarvan er 1 uitstaat),  L2 cache: 512 kB per core
Propus (4X 6xxx)
4 cores, L2 cache: 512 kB per core